# Animaniacs: Lights, Camera, Action!
Animaniacs: Lights, Camera, Action! — компьютерная игра в жанре экшн, выпущенная для Nintendo DS и Game Boy Advance. Разработана компаниями Warthog и Ignition Entertainment. Игра основана на мультсериале «Озорные анимашки».

## Сюжет
Уорнеры каким-то образом нанесли студии Warner Bros. большой финансовый ущерб. Вместо того, чтобы уволить их, генеральный директор компании Тадеуш Плотс поручает им снять три фильма, доходы от которых он будет использовать для решения финансовых проблем студии, иначе троице грозит пожизненное заключение в водонапорной башне Warner Bros.

## Геймплей
Действие игры происходит в изометрическом мире. В игре встречаются персонажи из мультсериала «Озорные анимашки», однако в ней совершенно новые сюжет и локации.
На каждом этапе присутствует режиссёр, который инструктирует игрока, что делать дальше, чтобы завершить фильм. Основной игровой процесс состоит из бега по сцене, избегания врагов, поиска ключей для открытия дверей и например, решать головоломки. В конце большинства этапов можно найти босса, которого нужно победить.
Игрок может сменить персонажа, сыграв в определённую игру. Сам персонаж, управляемый игроком, не может умереть, однако у него есть ограниченное количество времени, чтобы закончить каждый этап. Время символизируется рулоном киноплёнки. Если игрок коснётся врага, игра начнётся с того места, где игрок в последний раз разговаривал с режиссёром.
Каждый из персонажей имеет свои как сильные, так и слабые стороны. Дот может использовать свою юбку, чтобы летать на большие расстояния, но отказывается толкать предметы, одержимый мировым господством Брейн может быстро бегать, но его голова слишком тяжела, чтобы он мог прыгать, а Вакко может убивать врагов силой своей чесночной отрыжки.

## Критика
| Сводный рейтинг | Сводный рейтинг |
| Агрегатор       | Оценка          |
| --------------- | --------------- |
| GameRankings    | 44,30 %         |

Игра получила в основном негативные отзывы. Агрегатор Metacritic дал версии для Nintendo DS 39 баллов из 100, а версии для Game Boy Advance 43 балла из 100. На сайте GameRankings средний арифметический процент у версии для Nintendo DS 44,30 %, а у версии для Game Boy Advance 46,22 % рейтинга. Тера Кирк из Game Critics отмечает, что игра — «полное дерьмо», Издание The Times пишет, что «это может быть обычная игра-платформер, но, по крайней мере, у неё более необычная сюжетная линия, чем у большинства».